# Orávka
Orávka – wieś (obec) na Słowacji położona w kraju bańskobystrzyckim, w powiecie Rymawska Sobota. Pierwsze wzmianki o miejscowości pochodzą z roku 1922. 
Według danych z dnia 31 grudnia 2012, wieś zamieszkiwało 155 osób, w tym 83 kobiety i 72 mężczyzn.
W 2001 roku rozkład populacji względem narodowości i przynależności etnicznej wyglądał następująco:
- Słowacy – 92,35%
- Czesi – 1,09%
- Węgrzy – 6,56%

Ze względu na wyznawaną religię struktura mieszkańców kształtowała się w 2001 roku następująco:
- Katolicy rzymscy – 84,15%
- Grekokatolicy – 0,55%
- Ewangelicy – 3,28%
- Ateiści – 8,2%
- Nie podano – 1,64%